# Thi-bà-la

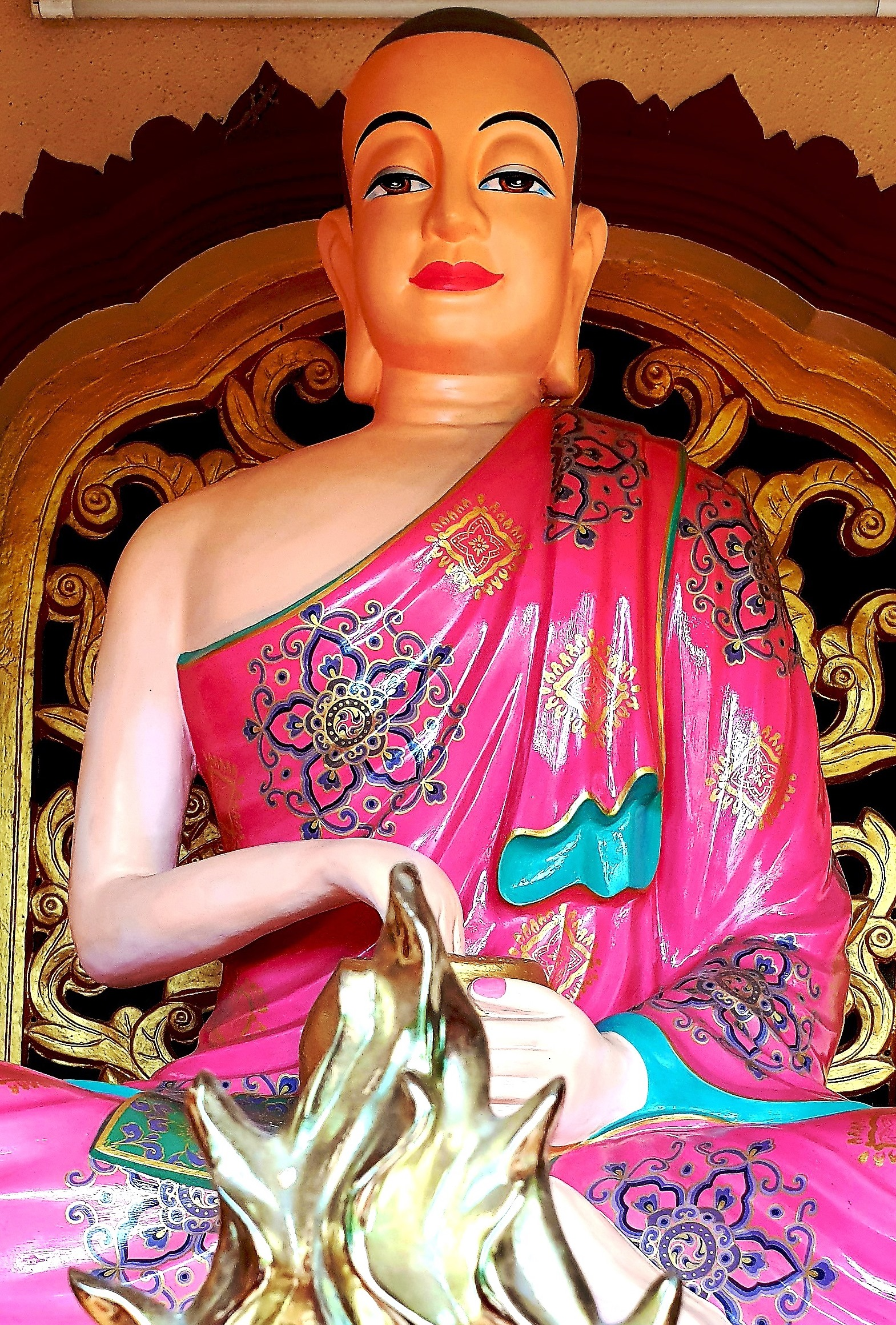
Tượng Đại thánh tăng Sivali-Thi-Bà-La ở chùa Từ Hạnh, Bình Tân

Thi Bà La (tiếng Pali: Sīvali; tiếng Miến Điện: ရှင်သီဝလိ; tiếng Thái: พระสีวลี/phra siwali; tiếng Sinhala: සීවලී; tiếng Trung: 尸婆羅) là một vị la hán được các Phật tử theo truyền thống Thượng tọa bộ (còn gọi là Phật giáo Nguyên thủy, phật giáo Nam Tông) rất tôn kính. Ông là vị Đại thánh tăng bảo trợ các đệ tử và được cho là có thể xua đuổi những điều xui xẻo trong nhà cho gia chủ như hỏa hoạn hoặc trộm cắp. Thi Bà La (Sīvali) trong nghệ thuật tạo hình thường được mô tả trong tư thế đứng thẳng và mang theo cây trượng, một chiếc bát khất thực và chuỗi tràng hạt (còn ở Việt Nam thì tôn tượng ông được tạc trong tư thế ngồi đặt tay vào bát khất thực). Tại những nước như Thái Lan hay Myanmar, người dân tôn thờ Tôn giả Thi Bà La như một vị Thánh Tài Lộc hay Thần Tài. Người Myanmar tin rằng thờ cúng ông sẽ mang lại cho họ sự thịnh vượng và may mắn, sung túc.
Ông là con của Nữ hoàng Suppavasa, truyền thuyết kể rằng Đại Thánh tăng Sīvali được cho là đã nằm trong bụng mẹ đến bảy năm (thay vì chín tháng mười ngày) vì đã mang nghiệp trong quá khứ. Sau một tuần lâm bồn chuyển dạ, Nữ hoàng Suppavasa đã sinh ra một bé trai sớm biết nói, đó chính là Thi Bà La sau này. Sau đó, một đệ tử của Phật Cồ Đàm là Sariputta (Xá Lợi Phất) đã thu nhận Thi Bà La (Sīvali) vào Tăng đoàn (sangha). Tương truyền có câu chuyện về Thi Bà La đi trai tăng ở nhà Phật tử được cúng dường bữa ăn, trên đường về gặp một con chó cái gầy trơ xương mà cả bầy chó con bu lại rúc bú nhưng không có sữa, thấy con chó mẹ như vậy mà hiện tại không có gì nên Thi Bà La đã móc cổ mửa ra hết chỗ thức ăn cho con chó mẹ ăn có sức nuôi bầy con.